# Polina Žemčužina
Polina Semënovna Žemčužina (in russo Полина Семёновна Жемчужина?, AFI: [pɐˈlʲinə sʲɪˈmʲɵnəvnə ʐɨmˈtɕuʐɨnə]; nata Perl Solomonovna Karpovskaja, in russo Перл Соломоновна Карповская?; Polohy, 12 marzo 1897, 28 febbraio del calendario giuliano, – Mosca, 1º aprile 1970) è stata una politica sovietica, moglie del ministro degli Esteri Vjačeslav Molotov.
Žemčužina fu la direttrice del Fondo nazionale sovietico per i cosmetici dal 1932 al 1936, ministro della Pesca nel 1939 e capo della produzione tessile presso il Ministero dell'industria leggera dal 1939 al 1948. Nel 1948 fu arrestata dalla polizia segreta sovietica, accusata di tradimento e mandata in esilio interno, dove rimase fino alla morte di Iosif Stalin nel 1953.

## Biografia

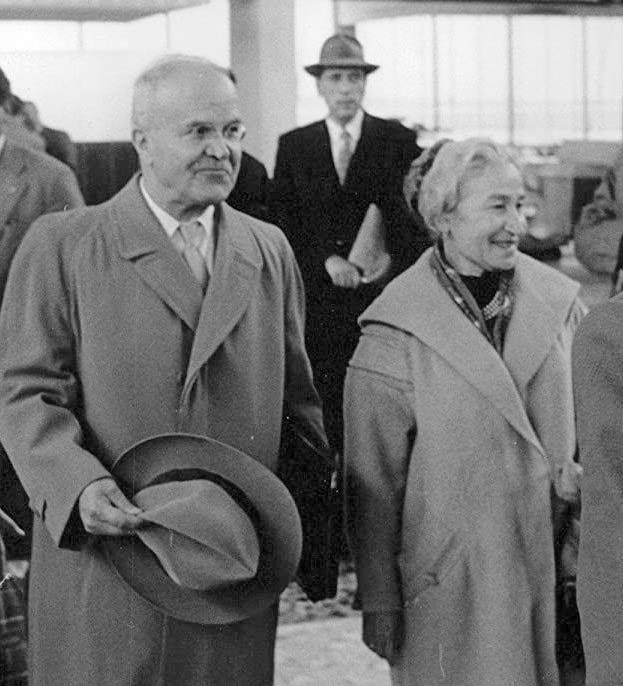
Molotov e Žemčužina nel 1960

Žemčužina nacque Perl Solomonovna Karpovskaja dalla famiglia del sarto ebreo Solomon Karpovskij nel villaggio di Polohy, nell'Aleksandrovskij Uezd del Governatorato di Ekaterinoslav (oggi Oblast' di Zaporižžja). Si unì al Partito comunista russo dei bolscevichi nel 1918 e prestò servizio come commissario della propaganda dell'Armata Rossa durante la guerra civile russa.
Nel 1920 sposò Vjačeslav Michajlovič Molotov, allora membro del comitato centrale del partito. Nel corso della sua vita fece una carriera di successo nella gerarchia sovietica, prestando servizio nel Narkomat dell'industria alimentare sotto Anastas Mikojan, per diventare nel 1939 la prima consigliera donna nel Commissariato del popolo dell'industria della pesca. Nello stesso anno fu eletta candidato membro del comitato centrale.
Žemčužina e Molotov ebbero due figlie: Sonja, adottata nel 1929, e Svetlana, nata nel 1930.
I Molotov condividevano un appartamento con gli Stalin. Secondo lo storico Žores Medvedev, Stalin era molto diffidente nei confronti di Žemčužina. Era convinto che avesse influenzato negativamente Molotov e arrivò a raccomandargli di divorziare da lei. Žemčužina e la moglie di Stalin Nadežda Sergeevna Allilueva divennero amiche intime fino al suicidio di lei nel 1932, evento che si pensa abbia alimentato l'odio nei confronti di Žemčužina da parte di Stalin.
In una riunione segreta del Politburo il 10 agosto 1939, il punto 33 dell'ordine del giorno trattava l'accusa di spionaggio e tradimento nei confronti di Žemčužina. Scagionata, tuttavia fu retrocessa per aver mantenuto inconsapevolmente contatti con "elementi nemici, facilitando così le loro missioni di spionaggio", e nel febbraio 1941 fu cancellata dalla lista dei candidati al Comitato Centrale.
Durante la seconda guerra mondiale, Žemčužina sostenne attivamente il Comitato ebraico antifascista  e fece amicizia con molti dei suoi membri principali, in particolare Solomon Michoėls. Era inoltre una frequentatrice abituale degli spettacoli del Teatro ebraico statale di Mosca.
Fu arrestata per tradimento nel dicembre 1948 e di conseguenza fu costretta a un divorzio indesiderato da Μolotov. Fu giudicata colpevole e condannata a cinque anni di campo di lavoro. Dopo la morte di Stalin nel marzo 1953 fu liberata dalla prigionia da Berija e si riunì a suo marito. Morì per cause naturali nel 1970.

## Nella cultura di massa
Žemčužina è interpretata dall'attrice inglese Diana Quick nel film del 2017 Morto Stalin, se ne fa un altro.